# Ji'ergalangtu (socken i Kina, lat 45,04, long 115,16)
Ji'ergalangtu (kinesiska: 吉尔嘎郎图, 吉尔嘎郎图苏木) är en socken i Kina. Den ligger i den autonoma regionen Inre Mongoliet, i den norra delen av landet, omkring 550 kilometer nordost om regionhuvudstaden Hohhot. Antalet invånare är 3101. Befolkningen består av 1 308 kvinnor och 1 793 män. Barn under 15 år utgör 11,0 %, vuxna 15-64 år 84 %, och äldre över 65 år 4,0 %.
Genomsnittlig årsnederbörd är 393 millimeter. Den regnigaste månaden är juni, med i genomsnitt 97 mm nederbörd, och den torraste är februari, med 4 mm nederbörd.